# 女教師
（直譯《女教師》）是2017年上映的一部韓國愛情驚悚片，由金泰泳執導，亦是金泰泳的長片處女作，金荷娜、柳仁英及李源根主演。影片講述了兩位女教師及一位男學生之間因發生三角戀而釀成悲劇的故事。
該片受邀參加第36屆夏威夷電影節並入選「聚焦韓國」單元。

## 演員陣容
- 金荷娜 飾演 朴孝珠，在一間男高中工作的合約教師，一直希望以辛勞工作換取正式的教師席位。因慧英為學校理事長女兒的身份直接成為正式教師而感到嫉妒。意外發現其學生在夏與慧英之間的秘密後，打算不擇手段從她身上，奪去自己應得的一切[8]。
- 柳仁英 飾演 秋慧英，學校理事長的女兒，亦因此身份得以直接成為學校的正式教師，與在夏之間有非比尋常的關係。
- 李源根 飾演 申在夏，性格馴服，擅長舞蹈。
- 李熙俊 飾演 表尚禹，孝珠的男朋友。
- 奇周峯 飾演 申在夏的父親
- 鄭石勇 飾演 男高中的校長
- 洪完杓 飾演 部長教師
- 林華映 飾演 李允美
- 郭東延 飾演 俞鐘基，手機被沒收的學生。
- 權秀賢 飾演 班長
- 金秀珍 飾演 女教師1
- 玉智英 飾演 金那妍（友情出演）
- 吳娜拉 飾演 輔導教師（友情出演）
- 李己雨 飾演 李鍾燦（特別出演）
- 李璟榮 飾演 秋慧英的父親，學校理事長。（特別出演）

## 獎項
| 年份   | 頒獎禮                 | 獎項           | 入圍者 | 結果 |
| ------ | ---------------------- | -------------- | ------ | ---- |
| 2017年 | 第22屆春史電影賞       | 最佳女配角     | 柳仁英 | 獲獎 |
| 2017年 | 第22屆春史電影賞       | 最佳女主角     | 金荷娜 | 提名 |
| 2017年 | 第22屆春史電影賞       | 最佳男子新人獎 | 李源根 | 提名 |
| 2017年 | 2017韓國電影閃耀明星獎 | 人氣獎         | 柳仁英 | 獲獎 |
| 2017年 | 第26屆釜日電影獎       | 最佳女主角     | 金荷娜 | 提名 |
| 2017年 | 第26屆釜日電影獎       | 最佳女配角     | 柳仁英 | 提名 |
| 2017年 | 第26屆釜日電影獎       | 最佳男子新人獎 | 李源根 | 提名 |
| 2017年 | 第1屆The Seoul Awards  | 最佳男子新人獎 | 李源根 | 提名 |

## 外部連結
- 《女教師》在Naver電影的資料（页面存档备份，存于）
- Daum上《女教師》的資料

- 韩国电影数据库（KMDb）上《女教師》的資料
- 互联网电影数据库（IMDb）上《女教師》的资料（英文）
- 《女教師》在HanCinema的页面（英文）
- 豆瓣电影上《女教師》的資料 （简体中文）
- Box Office Mojo上《女教師》的资料（英文）
- 爛番茄上《女教師》的資料（英文）